# Конятин (Черновицкая область)

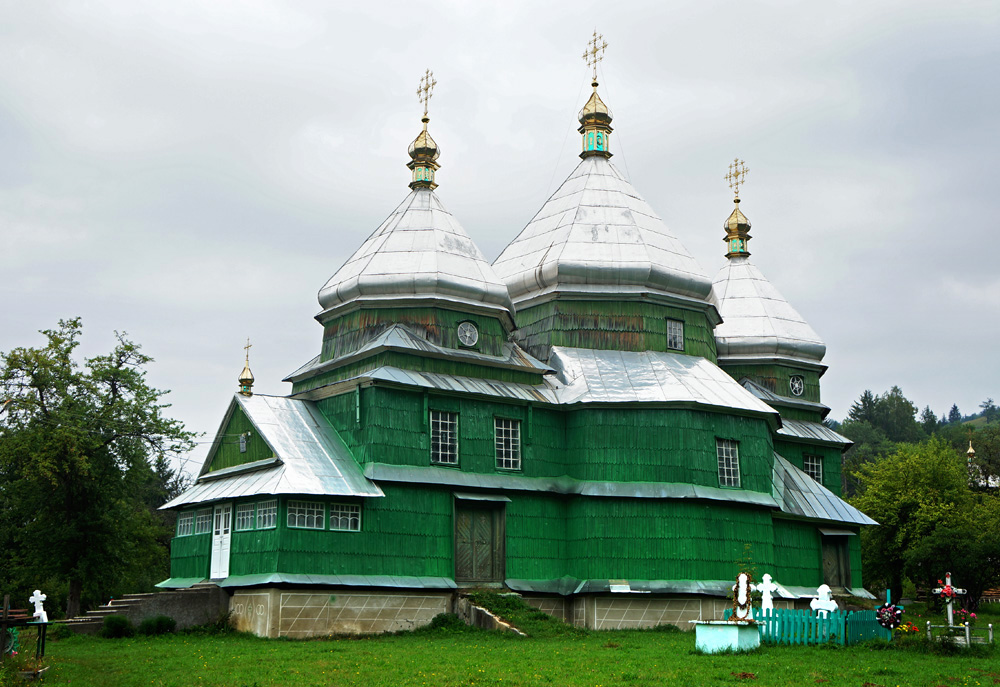
Васильевская церковь 1790 года постройки

Коня́тин (укр. Конятин) — село в Вижницком районе Черновицкой области Украины. Административный центр Конятинской сельской общины.
До 2020 года село входило в Путильский район.
Почтовый индекс — 59122. Телефонный код — 3738. Код КОАТУУ — 7323582001.

## Население
Население по переписи 2001 года составляло 677 человек.

### Языковой состав
Родной язык населения по данным переписи 2001 года:
| Язык       | Численность, чел. | Доля     |
| ---------- | ----------------- | -------- |
| Украинский | 673               | 99,41 %  |
| Другие     | 4                 | 0,59 %   |
| Итого      | 677               | 100,00 % |